# And One (Lied)
And One ist ein Song der US-amerikanischen Nu-Metal-Band Hybrid Theory, die später zu Linkin Park werden sollte. Am 1. Mai 1999 wurde er als Teil der EP Hybrid Theory mit einer Auflage von rund 1.000 als Eigenproduktion veröffentlicht. 2001 wurde diese EP mit kleinen Veränderungen für den Fanclub Linkin Park Underground wiederum mit einer limitierten Auflage wiederveröffentlicht. 2008 erschien And One auf der EP Songs from the Underground.

## Hintergrund
And One ist das erste Lied das zusammen mit Chester Bennington geschrieben wurde und eines der bekanntesten Linkin Park-Lieder, die vor dem Debütalbum Hybrid Theory veröffentlicht wurden.
Am 5. Februar 2002 wurde And One das letzte Mal live gespielt. Die Live-Version unterscheidet sich von der EP-Version; die Live-Version dauert nur etwa 2 Minuten und 30 Sekunden, das Outro fehlt. And One ähnelt stilistisch einigen Liedern aus der Hybrid Theory-Ära, wie zum Beispiel Carousel und Part of Me, die ebenfalls auf der Hybrid Theory EP enthalten sind. Ähnlichkeiten sowohl instrumental als auch inhaltlich sind ebenfalls bei den Liedern  Papercut, One Step Closer und With You zu finden.

## Instrumentale Gestaltung
Zu Beginn des Lieds ist neben den ersten Worten des Texts nur eine einzelne E-Gitarre zu hören. Es werden Powerchords in der Folge D♭ A gespielt. Im Refrain wird D♭ A E D gespielt, insgesamt ist die E-Gitarre verhältnismäßig einfach gehalten. Unterstützt wird die E-Gitarre von massivem E-Bass und durchgehendem Schlagzeugspiel. Während des Refrains werden hochtönige verzerrte Samples eingespielt. In der Bridge übernimmt der Bass die Hintergrundmelodie und das Schlagzeug verlangsamt sich merklich. Zu hören ist eine sanftere Gitarre, die am Ende der Bridge von Windböen-ähnlichen Samples übertönt wird. Im Outro rappt Mike Shinoda auf einen elektronischen Beat.

## Textgestaltung
And One handelt von einer psychisch kranken Person, die sich von ihrem sozialen Umfeld zutiefst missverstanden und falsch behandelt fühlt. Es sind Züge von Symptomen einer Psychose zu erkennen. Chester Bennington singt überwiegend allein, dabei stellt er sich direkt zu Beginn die Frage, wo er anfangen soll: Where should I start / Disjointed heart / I've got no commitment to my own flesh and blood. Die anfänglich ausgedrückte Hilflosigkeit schlägt in Aggression um. Der Refrain ist aggressiv gehalten und lautet Keep it locked up inside / keep my distance from your lies. Bennington distanziert sich damit krankhaft von seinen Mitmenschen und kehrt sich in sich. Er kann schließlich nur noch Misstrauen und Wut empfinden. Gegen Ende des Gesangsteils kommt Bennington zu dem Schluss, dass es zu spät sei ihn jetzt noch zu lieben, da ihn keiner wirklich kenne: It's too late to love me now / you have never shown me / it's too late to love me now / you don't even know me. Die Schlussfolgerung daraus ist das Zerbrechen von Bennington's Herz und Abstandnehmen: Breaking a part of my heart to find release / taking you out of my blood to bring me peace. Dieser Part ist der einzige der von Mike Shinoda im ersten Teil des Lieds gerappt wird. Gleichzeitig schreit Bennington Break me too und komplettiert mit den Worten Keep my distance. Danach folgt ein Rap-Teil, in dem die zuvorgegangenen Emotionen mit einem rationaleren Blick von Shinoda verarbeitet werden.